# الدوري الإسباني الدرجة الثانية 1931–32
دوري الدرجة الثانية الإسباني 1931–32 (بالإسبانية: Segunda División de España 1931-32)‏ هو موسم من دوري الدرجة الثانية الإسباني. فاز فيه ريال بيتيس.